# NGC 143
NGC 143 (również PGC 1911) – galaktyka spiralna z poprzeczką (SBb), znajdująca się w gwiazdozbiorze Wieloryba. Odkrył ją Frank Muller w 1886 roku.